# Charlie Crowe
Charles "Charlie" Crowe (Newcastle upon Tyne, 12 oktober 1924 - North Shields, 27 februari 2010) was een Engels voetballer die bijna zijn gehele carrière heeft gespeeld voor Newcastle United.

## Carrière
Crowe werd op 12 oktober 1924 geboren in Newcastle. In zijn jeugdjaren speelde hij voor de lokale voetbalclubs Heaton & Byker Youth Club en Wallsend St. Lukes. In oktober 1944 tekende hij voor de grootste club van de stad: Newcastle United. In zijn eerste twee jaar speelde Crowe met de club alleen oefenwedstrijden aangezien de alle competities waren opgeschort ten gevolge van de Tweede Wereldoorlog. In deze jaren speelde hij 24 wedstrijden als linksback.
Op 5 januari 1946 maakte hij zijn Football League debuut in een wedstrijd tegen Barnsley FC, in totaal speelde hij vier wedstrijden dat seizoen. In het seizoen 1947/48 wist de club middels een tweede plek in de competitie te promoveren naar het hoogste niveau, Crowe speelde slechts twee wedstrijden dat seizoen. Ook in de jaren daarna speelde hij slechts een handvol wedstrijden.
Vanaf het seizoen 1950/51 werd Crowe een vaste waarde in het team. Het jaar zelf was erg succesvol voor de club met een derde plek in de competitie en het winnen van de FA Cup. In de finale tegen Blackpool FC had Crowe een groot aandeel in de 2-0 overwinning. De club wist de beker ook in 1952 en 1955 te winnen, maar Crowe speelde omwille een blessure niet mee in deze finales. Uiteindelijk wist hij captain van het team te worden als vervanger van Joe Harvey.
Hij sloot zijn carrière af bij Mansfield Town, waar hij één seizoen als speler-coach speelde.

## Overlijden
In 1998 werd de Ziekte van Alzheimer bij Crowe geconstateerd. Op 27 februari 2010 overleed hij in het North Tyneside General Hospital in North Shields. Tegen die tijd was hij de laatst levende Newcastle United speler die zijn opwachting heeft gemaakt in de FA Cup finale van 1951. De overwinning van Newcastle United op Watford FC (2-1) die dag werd opgedragen aan Crowe.

## Erelijst
Newcastle United FC
- FA Cup: 1951, 1952 en 1955
- Promotie naar First Division: 1947/48